# Медаль «За спасение утопающих» (ПМР)
Медаль «За спасение утопающих» — низшая  из государственных наград Приднестровской Молдавской Республики. Учреждена Указом Президиума Верховного Совета СССР от 16 февраля 1957 года. Изменения от 1 августа 1967 года и 18 июля 1980 года; в Приднестровье учереждена 15 декабря 1994 год Президентом ПМР.

## Положение о медали
1. Медалью «За спасение утопающих» награждаются работники спасательной службы и другие граждане Приднестровской Молдавской Республики, а также лица, не являющиеся гражданами Приднестровской Молдавской Республики, за смелость, отвагу и самоотверженность, проявленные при спасении людей на воде, за высокую бдительность и находчивость, в результате чего были предупреждены несчастные случаи с людьми на воде, а также за образцовую организацию спасательной службы на водах.
2. Медаль «За спасение утопающих» носится на левой стороне груди и при наличии других медалей располагается после медали «3а доблестный труд в Великой Отечественной войне 1941—1945 гг.».

## Описание
Медаль «За спасение утопающих» имеет форму правильного круга диаметром 32 мм. На лицевой стороне медали изображены: спасатель во время буксировки утопающего в воде, сверху надпись: «За спасение», снизу — «утопающих». По окружности медали имеется выпуклый кант.
На оборотной стороне медали изображены; в середине верхней части серп и молот, ниже лавровая ветка, в нижней части слово «Россия». По окружности медали имеется выпуклый кант.
Медаль изготавливается из цветного металла. Для прикрепления к одежде медали «За спасение утопающих» служит пятиугольная колодка. Колодка представляет собой пятиугольную пластинку, обращённую одним углом вниз. Пластинка имеет в нижнем углу фигурный вырез для прикрепления медали к колодке. На оборотной стороне пластинки имеется приспособление в виде булавки для прикрепления колодки к одежде. Колодка покрыта шёлковой муаровой лентой синего цвета с тремя по краям и одной посередине продольными белыми полосками.